# Matsya Pokhari
Matsya Pokhari – gaun wikas samiti we wschodniej części Nepalu w strefie Kośi w dystrykcie Sankhuwasabha. Według nepalskiego spisu powszechnego z 2001 roku liczył on 786 gospodarstw domowych i 4075 mieszkańców (2100 kobiet i 1975 mężczyzn).